# Far Beyond Driven
Far Beyond Driven je sedmé studiové album americké heavymetalové skupiny Pantera. Dosud je považováno za jedno z nejextrémnějších alb.
Původní obal alba (vrták zajíždějící do zadku) byl později cenzurován a album bylo znovuvydáno s obalem, na kterém je lebka nabodnutá na vrták. Původní exempláře jsou vzácné a staly se předmětem sběratelů.
Limitovaná australská a novozélandská vydání obsahují obě verze obalu.
Hudebně se album postupně zbavilo thrashmetalových vlivů, které byly patrné na předchozích třech albech Pantery a pokračuje v pomalu agresivnějším středním tempu (groove).

## Seznam skladeb
1. "Strength Beyond Strength" – 3:38
2. "Becoming" – 3:05
3. "5 Minutes Alone" – 5:47
4. "I'm Broken" – 4:24
5. "Good Friends and a Bottle of Pills" – 2:53
6. "Hard Lines, Sunken Cheeks" – 7:01
7. "Slaughtered" – 3:56
8. "25 Years" – 6:05
9. "Shedding Skin" – 5:36
10. "Use My Third Arm" – 4:51
11. "Throes of Rejection" – 5:01
12. "Planet Caravan" (Ozzy Osbourne, Tony Iommi, Geezer Butler, Bill Ward) – 4:03

## Obsazení
- Phil Anselmo – zpěv
- Dimebag Darrell – kytara
- Rex Brown – baskytara
- Vinnie Paul – bicí

- Terry Date – Produkce, režie, mixáž